# Старлычанов, Дмитрий Дмитриевич
Дмитрий Дмитриевич Старлычанов вариант Старлочанов (1876—после 1 января 1918) — учитель, губернский секретарь, член Государственной думы IV созыва от Ставропольской губернии.

## Биография
Выпускник 6-классного городского училища. В 1895 году окончил Тифлисский учительский институт. В 1895—1902 годах учительствовал в народном училище. В 1902—1912 годах преподавал в  городском училище города Святой Крест. Инициатор открытия публичной городской библиотеки там же, председатель библиотечного комитета. Состоял в сельскохозяйственном обществе при Ревизионной комиссии Ставропольского общества взаимного кредита. Публиковал статьи в некоторых ставропольских газетах. 

### В Государственной Думе
20 октября 1912 года был избран в Государственную думу IV созыва от общего состава выборщиков Ставропольского губернского избирательного собрания. Вошёл в состав Трудовой группы, являлся её секретарём. Состоял членом думских комиссий по Народному образованию; о шлюзовании порожистой части р. Днепра; об изменении общего устава о пенсиях и единовременных пособиях; о кооперативных товариществах и их союзах, а также сельскохозяйственной комиссии. Был отстранён от работы в Думе на 15 заседаний на основании статьи 38 Учреждения государственной Думы от 20 февраля 1906 года (конкретная причина отстранения нуждается в уточнении).

### После февраля 1917
С 9 марта 1917 года назначен комиссаром Временного комитета государственной Думы и Временного правительства по Ставропольской губернии. Участвовал в работе Ставропольского земского собрания. Там он, в частности, заявил:
Старые законы потеряли силу, новые ещё не созданы, я вся надежда правительства на разумную самодеятельность на местах. Старайтесь только не быть левее здравого смысла.
26 марта 1917 года ВКГД пытался  отозвать Старлычанова с должности губернского комиссара, но столкнулся с противодействием Временного правительства и Ставропольского губернского комитета общественной безопасности. С конца апреля 1917 года исполняющий должность губернского комиссара.
28 октября (10 ноября) 1917 года, когда в Ставрополь пришло известие о перевороте в Петрограде, в Ставрополе было проведено чрезвычайное заседание городской Думы, на нём Д. Д. Старлычанов описал положение в городе как «крайне тревожное». После октября сохранил полномочия. 31 декабря 1917 председатель Ставропольского общегубернского народного собрания.
8 января 1918 года  передал официально свои полномочия и должность главы губернии народному комиссару А. А. Пономарёву.
Дальнейшая судьба и дата смерти неизвестны.

## Семья
- Жена[1] — имя?
  - Четверо детей

### Архивы
- Российский государственный исторический архив. Фонд 1278. Опись 9 Дело 750;